# Antoni Vadell Ferrer
Antoni Vadell Ferrer (ur. 17 maja 1972 w Llucmajor, zm. 12 lutego 2022 w Barcelonie) – hiszpański duchowny katolicki, biskup pomocniczy Barcelony w latach 2017–2022.

## Życiorys

### Prezbiterat
Święcenia kapłańskie otrzymał 31 maja 1998 i został inkardynowany do diecezji Majorki. Był m.in. rektorem niższego seminarium, delegatem ds. duszpasterskich oraz ds. katechezy, a także wikariuszem biskupim ds. ewangelizacji.

### Episkopat
19 czerwca 2017 papież Franciszek mianował go biskupem pomocniczym archidiecezji barcelońskiej, ze stolicą tytularną Urci. Sakry udzielił mu 9 września 2017 kardynał Juan José Omella Omella.
Zmarł 12 lutego 2022.